# Cambaio
Cambaio é um álbum composto por Chico Buarque e Edu Lobo, é a trilha da peça de teatro homônima, de João e Adriana Falcão, estreada no Teatro SESC Vila Mariana, São Paulo, em 20 de abril de 2001. Foi lançado em 2001. O disco conta ainda com a participação de Gal Costa, Lenine e Zizi Possi.
O disco recebeu o Grammy Latino de melhor álbum de MPB em 2002.

## Faixas
Todas as músicas por Chico Buarque e Edu Lobo, exceto onde estiver indicado.
| N.º | Título               | Compositor(es) | Duração |  |
| 1.  | "Cambaio"            |                | 4:00    |  |
| 2.  | "Uma Canção Inédita" |                | 3:29    |  |
| 3.  | "Lábia"              |                | 3:36    |  |
| 4.  | "A Moça do Sonho"    |                | 5:54    |  |
| 5.  | "Ode aos Ratos"      |                | 2:53    |  |
| 6.  | "Quase Memória"      | Edu Lobo       | 3:21    |  |
| 7.  | "Veneta"             |                | 3:22    |  |
| 8.  | "Noite de Verão"     |                | 3:43    |  |
| 9.  | "A Fábrica"          | Edu Lobo       | 2:38    |  |
| 10. | "Cantiga de Acordar" |                | 4:28    |  |

## Participações especiais
- Gal Costa – voz em "Veneta"
- Lenine – voz em "Cambaio"
- Zizi Possi – voz em "Lábia" e em "Cantiga de Acordar"